# 阿部博幸
阿部 博幸（あべ ひろゆき）は山口県出身の元卓球選手。興國高等学校、専修大学を経て協和発酵に所属した。

## 経歴
1973年にはインターハイでシングルス、阪井一利とのダブルスで優勝した。
全日本卓球選手権大会ではシングルスで1980年に優勝、ダブルスで1976年、1977年、阿部勝幸とのペアで1981年、前原正浩とのペアで優勝した。
また世界卓球選手権代表に3回選ばれ1979年の平壌大会、1981年のノヴィサド大会でともに団体3位、1983年の東京大会ではダブルスで小野誠治とのペアでベスト4に入った。1973年には来日した世界チャンピオンの郗恩庭を破っている。また、1984年にはピョンヤンで行われたフレンドシップ・ゲームズ（ドゥルージバ-84）(en)　に参加し、小野誠治と組んだ男子ダブルスで金メダルを獲得した(en)　。
現役引退後、専修大学のコーチ、監督を務めた後、広尾学園(2,021)や青山学院大学やインド、アラブ首長国連邦代表コーチを務めた。

## 家族
息子の一博も卓球選手となり早稲田大学卒業後、2010年の全日本選手権では第2シードの松平健太を4回戦で破った。娘の恵も青山学院大学で卓球をしており2006年の全日本選手権では兄妹は混合ダブルスでベスト4となった。